# Uplandsteig

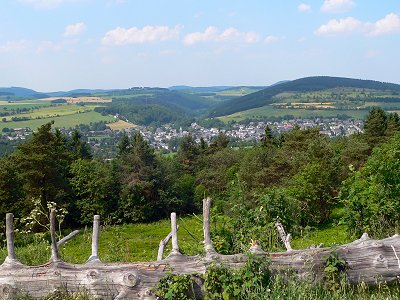
Blick auf Usseln

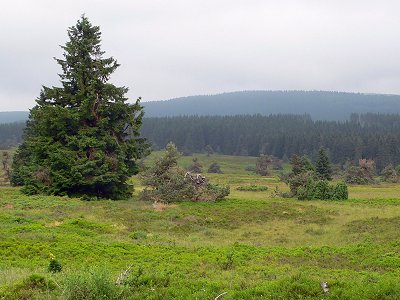
Hochheide

Der Uplandsteig ist ein 66 Kilometer langer Rundwanderweg in Nordhessen, der einmal um die Gemeinde Willingen  führt und dabei alle neun Ortsteile dieser Gemeinde berührt. Er befindet sich im Naturpark Diemelsee. Insgesamt sind auf der Strecke 1.480 Höhenmeter zu überwinden.

## Streckenverlauf
Von Willingen führt der Weg über Schwalefeld nach Rattlar, von dort nach Hemmighausen, dann über Eimelrod nach  Neerdar. Weiter geht es von  Bömighausen  über Welleringhausen nach Usseln. Bei einem Abstecher nach Nordrhein-Westfalen wird auf dem Langenberg die höchste Erhebung der Wanderung erreicht. Von dort geht es zurück zum Ausgangspunkt Willingen.